# Open-Xchange
Open-Xchange Server es un sistema de mensajería instantánea y software colaborativo. Existen dos versiones de este producto: la de software propietario y la de código abierto.

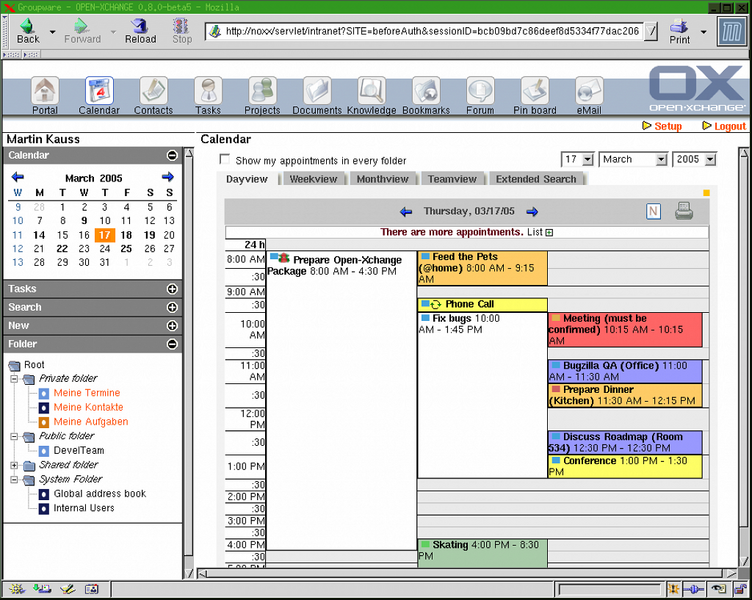
Captura vista calendario Open Xchange.

## Funcionalidades
Open-Xchange ofrece funciones de colaboración como correo electrónico, calendario, contactos o gestión de tareas totalmente integrados con opciones como base de datos documental, enlaces, gestión de permisos, proyectos, foros y base de datos de conocimiento.

## Soporte
Open-Xchange Server soporta:
- Dispositivos SyncML;
- Cualquier navegador web;
- Microsoft Outlook y Microsoft Outlook Express gracias al Outlook OXtender. Se trata de un software que permite que el outlook interactúe con el servidor Open-Xchange Server como si fuera un Microsoft Exchange Server;
- WebDAV interfaz (XML), LDAP, iCal, HTTP(S), SMTP, IMAP, POP3, y SyncML.

## Open-Xchange Hosting Edition
La Open-Xchange Hosting Edition es una versión open source pensada para ISP y proveedores de hosting. Esta edición lleva un potente interfaz AJAX con capacidades pinchar y arrastrar (drag-and-drop). 

## OXtenders e integración
El desarrollo de Open-Xchange se fundamenta en estándares como WebDAV y XML. Contiene módulo antispam y una API para JAVA. Otras características del software OX son: 
- LiveBookmarks (Mozilla Firefox);
- Ox Backup: BackupSeguro, SEP, Arkeia;
- Fax: Ferrari.

La versión comercial contempla también: plugins para Outlook y para interfaz PALM, SyncML e incluso Samba.